# 殷淳
殷淳（403年—434年），字粹遠，陳郡長平人。南朝宋官員，殷融曾孫。他是劉劭皇后殷氏之父。

## 生平
殷淳年輕時已好學，有美好的名聲。宋少帝在位時任祕書郎，後歷衡陽王文學，祕書丞，中書黃門侍郎等職。黃門侍郎清貴而接近皇帝，規定下班非當值時都要留在下省處，朝廷特別因殷淳父親年老而讓特准他回家。殷淳為人清高寡慾，很早就有高尚的節操，亦喜愛文辭，從沒有放下過。元嘉十一年（434年）去年，享年三十二歲，朝廷對他的死都很痛惜。殷淳曾在祕書閣撰寫《四部書目》共四十卷，流傳於世。

## 家庭

### 祖父
殷允，殷融子，東晉太常。

### 父
殷穆，官至特進、右光祿大夫，領始興王師。

### 弟
- 殷沖，官至度支尚書。劉劭篡位時得其重用，劉劭敗後被處死。
- 殷淡，太子中庶子，領步兵校尉，有文才，孝武帝大明年間為當時才士。

### 子女
- 殷孚，有父風，撫軍長史。
- 殷臻
- 殷氏，嫁劉劭，劉劭登位後立為皇后。

## 延伸阅读
[在维基数据编辑]
 《宋書·卷59》，出自沈约《宋书》